# Calimerio da Montechiaro
Calimerio da Montechiaro (Montichiari, 1440 – Lodi, 25 novembre 1521) è stato un religioso italiano dell'Ordine dei frati predicatori.

## Biografia
Divenuto domenicano nel convento di San Clemente a Brescia, dal 1463 studiò a Bologna nel convento dei padri domenicani. Divenne un fervente predicatore e attraversò tutta l'Italia, muovendosi esclusivamente a piedi. Fu molto caro ai suoi fedeli e a causa della sua infermità venne spesso portato a braccia sul pulpito per predicare. 
Trascorse gli ultimi anni della sua vita nel convento di Lodi, dove morì nel 1521. Venne sepolto nella chiesa dell'Ordine, a fianco dell'altare maggiore.
È ricordato dalla storiografia come beato.